# Sumo (groupe)
Pour les articles homonymes, voir Sumo.
Sumo est un groupe de rock argentin, originaire de Hurlingham, Buenos Aires. Au fil des années, leur succès les convertit en l'un des groupes les plus importants du rock argentin, du gabarit de Los Abuelos de la Nada, Serú Girán, Soda Stereo, Sui Generis, Pescado Rabioso, Virus, Manal, et Patricio Rey y sus Redonditos de Ricota. Le groupe se sépare en 1988.

## Biographie

### Origines et débuts (1981)

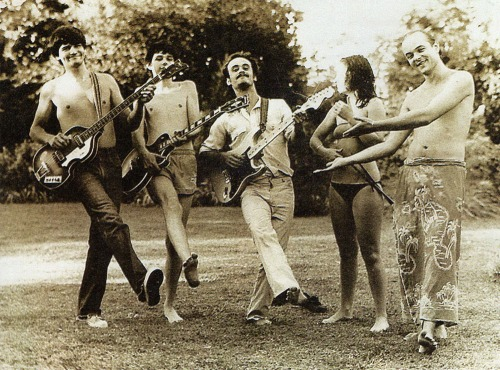
Première formation en 1981. De gauche à droite : Alejandro Sokol, Ricardo Curtet, Germán Daffunchio, Stephanie Nuttal et Luca Prodan.

Luca Prodan arrive en Argentine en août 1981. Plusieurs années plus tard, Luca déclara dans quelques reportages avoir déménagé en Argentine « pour fuir l’héroïne », drogue qui avait déjà coûté la vie à une de ses sœurs et qui l’avait lui, plongé dans le coma à la fin des années 1970.
Quand il vivait à Londres, il avait déjà joué dans plusieurs pubs avec son groupe d’alors, les New Clear Heads, et avait assisté à de nombreux concerts, principalement de rock progressif, reggae et punk. Il exerçait différentes professions et ira même jusqu’à travailler pour Virgin, vendant des disques dans son magasin à Marble Arch. Une fois installé en Argentine, près de la localité de Nono, il se dédie à la composition de chansons, et les enregistra chez lui. Des années plus tard, le fruit de ces sessions sera édité sous le nom de Time, Fate, Love. C’est à cette période qu’il revient à Londres pour acheter des instruments, et convaincre son amie Stephanie Nuttal de jouer de la batterie dans son groupe en Argentine. À cette période, il travaille pour EMI.
À son retour, il déménage à Hurlingham (province de Buenos Aires). Stephanie arrive en octobre 1981 et forment Sumo avec German Daffunchio à la guitare, et Alejandro Sokol à la basse. 

### Deuxième étape (1982–1983)
Leur premier concert se déroule au Caroline, un pub de Hurlingham, en février 1982. Dans les premiers temps, les membres du groupe jouaient souvent avec leurs formations parallèles comme Hurlingham Reggae Band, Ojos de Terciopelo et Sumito. Leur premier concert important eût lieu au Festival Rock del Sol a la Luna, le 20 mars 1982, auquel ont entre autres participé Riff, Juan Carlos Baglietto, Orions, Memphis La Blusera y Los Violadores. 20 000 personnes assistèrent à cet évènement. Un mois plus tard, Stephanie doit rentrer en Grande-Bretagne à cause des tensions produites par la Guerre des Malouines, et ils décident que Sokol la remplacerait à la batterie pendant que Diego Arnedo se chargerait de la basse. Au même moment, le groupe intègre Roberto Pettinato au saxophone, qui était alors rédacteur au Expreso Imaginario, travail à travers duquel il avait connu Luca Prodan.

### Formation définitive (1984–1985)
Au commencement de 1984, Luca réalise un voyage en Europe, et passe également en Tunisie pour rendre visiter à son frère Andrea, et même si des rumeurs annoncent la fin de Sumo, Luca revient à Buenos Aires et recommence à tourner avec Sumo. Cette année-là, ils réalisent une grande série de concerts duquel se détache celui de l’Auditorio de Buenos Aires, qui marque le début de Alberto « Superman » Troglio à la batterie, occupant la place laissée par Sokol. Le groupe menait alors le mouvement underground argentin, avec Patricio Rey y sus Redonditos de Ricota.
« Au début, presque tous les morceaux étaient de moi, quand je jouais de la guitare. Après ça a changé, on s’est dédoublé en le Hurlingham Reggae Band (qui était seulement reggae) et Sumo, qui du coup est devenu plus lourd. Et Fargo –qui est aujourd’hui le guitariste des Redonditos de Ricota- était le guitariste du Hurlingham. Quand les deux groupes se sont de nouveau réunis, Fargo est parti avec Patricio Rey, je suis parti en Europe, et quand je suis revenu, on a commencé à jouer des morceaux du Hurlingham avec Sumo… Maintenant, Sumo c’est à moitié reggae, à moitié lourd. Finalement, à moitié bizarre. »
Leur premier album sort en 1985, après que des producteurs de la CBS les ont vus en concert. Il est nommé Divididos por la felicidad, en référence à un des groupes préférés de Luca, Joy Division. Cette œuvre voit le jour en format vinyle, après une légendaire édition indépendante en format cassette. La présentation du disque a lieu dans le théâtre Astros, le 11 et 12 mai 1985, réunissant 1 300 personnes par concert. Ce premier travail est vendu à 15 000 exemplaires, et contient le tube La Rubia tarada (dont le titre devait d’abord être Una noche en New York City), tout comme Mejor no hablar de ciertas cosas, avec des paroles écrites par Indio Solari, le chanteur des Redonditos de Ricota. Le dimanche 13 octobre 1985, ils se présentent au Festival Rock & Pop qui se déroula dans le stade Vélez Sarfield. Ils jouent aux côtés de Nina Hagen, John Mayall, INXS, Los Abuelos de la Nada, La Torre, Fito Páez et Miguel Mateos/ZAS.

### Consécration (1986–1987)

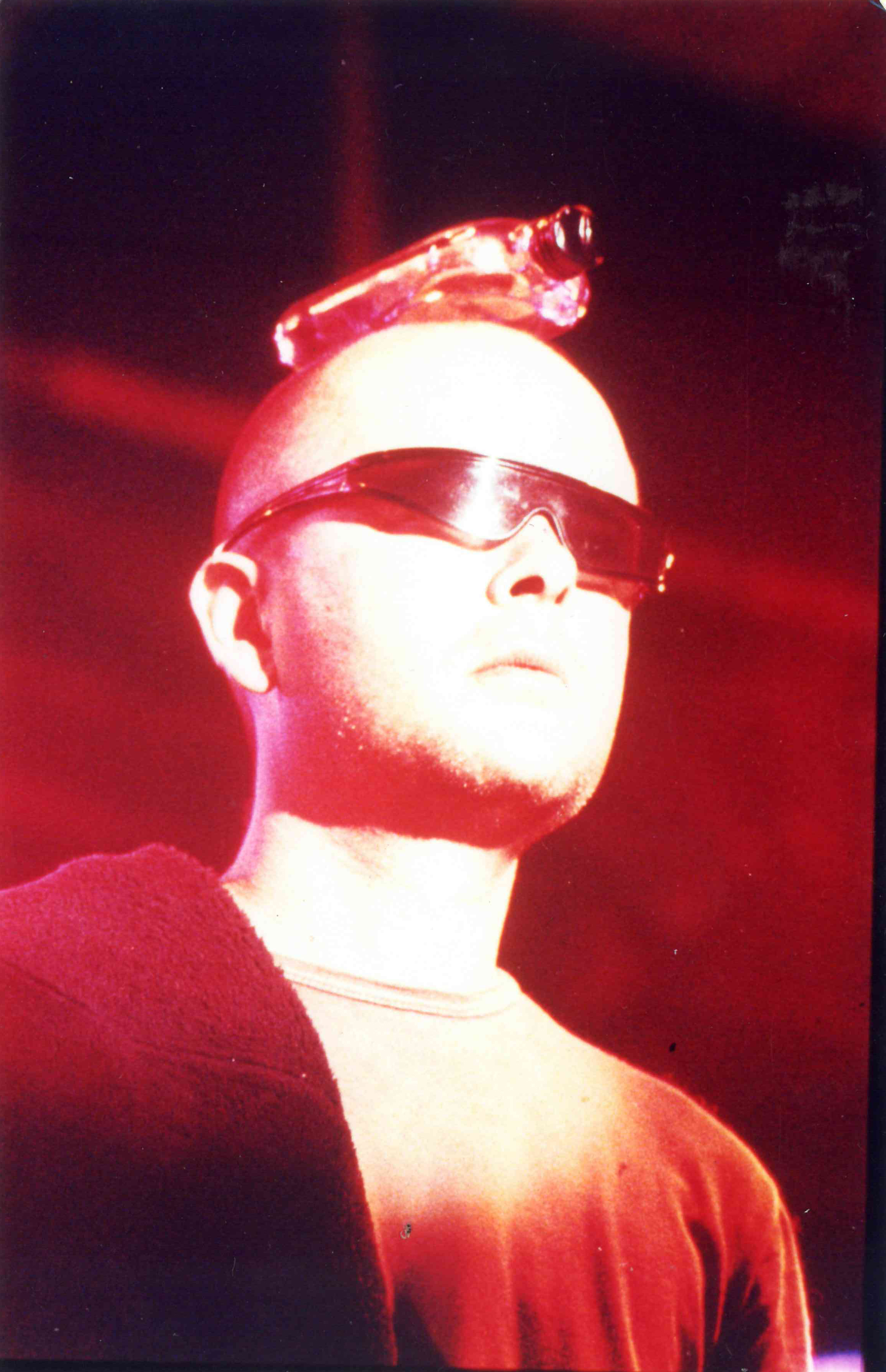
Luca Prodan en concert vers 1986.

En 1986, ils participent à la deuxième édition du Festival Chateau Rock, qui se réalise dans la province de Cordoba. La même soirée, des groupes comme Metrópoli, La Sobrecarga, GIT et Virus. Ente mars et avril de la même année, ils enregistrent leur deuxième album, Llegando los monos, également distribué par CBS Records. Le disque est présenté live au stade Obras Sanitarias le 9 août 1986. Quelques jours plus tard, ils offrent un concert en Uruguay, profitant d’un festival à Montevideo, devant 25 000 personnes. 
En octobre, ils présentent Sumo en Vidéo, qui compte une durée de 50 minutes et qui documentait le concert de présentation de Llegando los monos. Ils reviennent au stade de l’Avenida Libertador le 15 novembre 1986, seulement, qu'en cette opportunité, ils partagent la scène avec le groupe brésilien Os Paralamas do Sucesso, qui réalisait sa deuxième visite en Argentine. Les temps de l’underground avaient cédé le pas à ceux de la reconnaissance de masse. C’est sur cela que Luca émet la réflexion : « l’underground comme mouvement n’existe pas ». En décembre, Sumo commence le travail d’enregistrement pour ce qui sera leur troisième album, After Chabón, dans les Estudios Panda de Buenos Aires.
Pendant l’été 1987, ils prennent part au festival Rock in Bali à Mar del Plata. Leur nouvel album s’édite cette année, mais Luca avait reporté son addiction à l’héroïne sur le gin, ce qui détériore beaucoup sa santé. Les titres remarquables de cet album sont Mañana en el Abasto, Hola Frank et La quiero ya, entre autres. Le 10 octobre ils présentèrent After chabón dans le stade Obras Sanitarias devant plus de 4 000 personnes. La dernière performance du groupe, avec Luca comme leader, se déroule le 20 décembre dans le Club Atletico los Andes. Mollo témoignera plus tard que ce soir la devant moins de 500 personnes et avant de jouer une puissante version de Fuck yYou, Luca dit « ahi va la ultima » (« voilà la dernière »). Et c'est effectivement la dernière chanson. Deux jours après, le 22 décembre, il est retrouvé mort d’un arrêt cardiaque. Il avait 34 ans et une cirrhose irréversible provoquée par son alcoolisme.

### Séparation (1988)
Pettinato, Arnedo, Daffunchio et Mollo jouèrent au Festival Chateau Rock pendant l’été 1988. Ce concert s’appelle Homenaje a Luca Prodan (Hommage à Luca Prodan) pendant lequel ils jouent les morceaux phares de Sumo. Monica Stromp, la petite amie de Luca monta sur scène pour interpréter le dernier morceau, Fuck You. Il s'agit le premier et dernier concert de Sumo sans Luca Prodan. CBS Records édite en 1989 un album intitulé Fiebre, qui inclut des morceaux inédits. La mort de Luca annonça la fin du rock argentin post-Malouines des années 1980, l’année suivante amenant également la mort de Miguel Abuelo (26 mars 1988) et Federico Moura (21 décembre 1988). On peut encore voir écrit sur certains murs de Buenos Aires « LUCA NOT DEAD ».

### Brefs retours
En mai 2006, le groupe se réunit et participe au festival Andes Vivo de Mendoza.
Le 12 avril 2007, pour les 20 ans depuis leur séparation, les premiers membres se réunissent au Quilmes Rock Festival, organisé au Club Atlético River Plate. Ils y jouent Crua chan, Divididos por la felicidad et Debedé. Ils jouent avec Marcelo Rodríguez (Gillespi) à la trompette,.
Le 12 janvier 2009, Alejandro Sokol, ancien multi-instrumentiste, et ancien membre de Las Pelotas, meurt d'un arrêt cardio-respiratoire, à Río Cuarto, province de Córdoba. À 48 ans, Sokol travaillait sur un nouveau projet musical appelé El vuelto S.A..

## Discographie

### Albums studio
- 1983 : Corpiños en la Madrugada (démo)
- 1985 : Divididos por la Felicidad
- 1986 : Llegando los Monos
- 1987 : After Chabón
- 1989 : Fiebre

### Album live
- 1986 : Sumo en Obras (VHS)

### Vidéographie
- La Rubia tarada (1985)
- Kaya (1985)
- Regtest (1985)
- No acabes (1985)
- Estallando desde el océano (1986)
- Mañana en el Abasto (1987)
- Lo quiero ya (1987)
- Crua Chan (1987)
- No tan distintos (1989)